# 圆尾斗鱼
圆尾斗鱼（学名：Macropodus ocellatus）为斗鱼科斗鱼属的鱼类，俗名錢爿魚，日本稱朝鮮鮒。分佈在中國（南到珠江北至黑龍江），日本（分布於新潟、長野、茨城、岡山，1914年（大正3年）自朝鮮半島引入），韓國與俄國（黑龍江，但可能為引入種），一般生活于江河支干流。本種為觀賞魚。